# بيترو فرانشيسكو ألبيرتي
بيترو فرانشيسكو ألبيرتي Pietro Francesco Alberti (1584 – 1638) رسام ونقاش إيطالي، عاش في أواخر عصر النهضة وأوائل عصر الباروك.
ولد في مدينة سانسي بولكرو في عائلة من الفنانين، وهو ابن الرسام دورانتي ألبيرتي. رسم لوحات تتناول موضوعات تاريخية، بنفس أسلوب والده، وأعماله موجودة حاليا في روما وفي مسقط رأسه. من أشهر منقوشاته لوحة باسم Accademia de 'Pittori. وتوفي في روما.